# Philipp Bertkau
Philipp Bertkau (Colonia, 11 gennaio 1849 – Bonn, 22 ottobre 1894) è stato uno zoologo e aracnologo tedesco.
Ha conseguito il dottorato in scienze naturali a Bonn nel 1872. Pochi mesi dopo fu assunto al giardino botanico di Monaco di Baviera e nel 1874 divenne assistente all'Istituto zoologico di Bonn.
I lavori per cui è maggiormente ricordato riguardano studi sull'anatomia e la fisiologia dei ragni; sull'olfatto delle farfalle; studi anatomici sugli Artropodi ermafroditi.

## Taxa descritti
Di seguito, alcuni dei taxa descritti:
- Anyphaenidae Bertkau, 1878, famiglia di ragni
- Hahniidae Bertkau, 1878, famiglia di ragni
- Sparassidae Bertkau, 1872, famiglia di ragni
- Zoropsidae Bertkau, 1882, famiglia di ragni
- Ancylometes Bertkau, 1880, ragno (Ctenidae)
- Chalcoscirtus Bertkau, 1880, ragno (Salticidae)
- Comaroma Bertkau, 1889, ragno (Anapidae)
- Diplocephalus Bertkau, 1883, ragno (Linyphiidae)

## Denominati in suo onore
- Steatoda bertkaui Thorell, 1881 (ragno, Theridiidae)

| Bertkau è l'abbreviazione standard utilizzata per le specie animali descritte da Philipp Bertkau. Categoria:Taxa classificati da Philipp Bertkau |